# جامع عمر بن الخطاب (الدوحة)
جامع عمر بن الخطاب يقع في مدينة الدوحة عاصمة قطر وهو الجامع الذي يبث تلفزيون قطر شعائر صلاة الجمعة منه على الهواء مباشرة كل جمعة حيث يخطب الشيخ يوسف القرضاوي خطبة الجمعة أسبوعياً فيه منذ عدة سنوات.